# Early morning rain

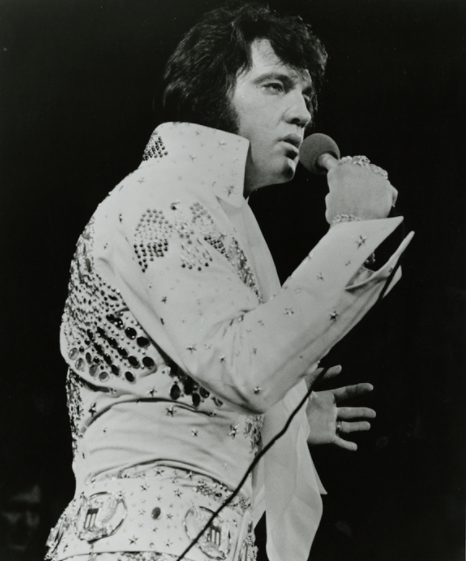
Elvis durante su concierto Aloha from Hawaii en 1973

"Early Morning Rain", a veces denominada "Early Mornin' Rain", (Li. "Lluvia de la madrugada") es una canción escrita, compuesta y grabada por el cantautor canadiense Gordon Lightfoot. La canción aparece en su álbum debut de 1966, Lightfoot y, en una versión regrabada, en la compilación de 1975 Gord's Gold. 
Posteriormente Elvis Presley interpretó la canción para la edición que sería trasmitida por NBC-TV a los Estados Unidos de su concierto en 1973 Aloha from Hawaii. 

## Composición
Lightfoot compuso la canción en 1964 pero las raíces de la misma datan de 1960 durante una estadía de Lightfoot en Westake, Los Ángeles donde él se sentía algo nostálgico y solía ir durante los días lluviosos al Aeropuerto Internacional de Los Angeles a ver llegar las aeronaves. 
La imagen de los aviones despegando y desapareciendo entre las nubes aún rondaban en su cabeza cuando en 1964 él estaba cuidando a su hijo de solo 5 meses cuando pensó "Lo pondré en la cuna y escribiré yo mismo una melodía. Early morning rain fue el resultado" 

## Versiones notables
El trío Peter, Paul and Mary realizaron una versión acústica con dos guitarras y a tres voces de la canción en 1965, que alcanzó el puesto # 39 del Canadá RPM y el # 91 del Billboard Hot 100, Al año siguiente el cantante George Hamilton IV hizo su versión de la misma, la cual alcanzó el puesto # 9 del US Country Chart. Otros artistas que versionaron el tema fueron William Oliver Swafford que logró el puesto # 39 del US Adult Contemporany Chart y Paul Weller cuya interpretación lograró el puesto # 40 del UK Chart.

## Versión de Elvis Presley
Elvis Presley grabó la canción por primera vez el 15 de marzo de 1971 en los estudios de la compañía RCA en Nashville. El tema tomó parte del álbum Elvis now. La siguiente grabación de la canción por parte de Elvis fue luego del concierto Aloha from Hawaii del 14 de enero de 1973  para incluirla en la edición del concierto que sería puesto en el aire en USA por la cadena NBC el 4 de abril de 1973. Esta nueva versión, además de aparecer en el video de Aloha from Hawaii del concierto puesto en el aire en USA, también fue incluída en el álbum Mahalo from Elvis. 
El rey volvería a interpretarla nuevamente en 1977 en el especial televisivo de la CBS conocido como Elvis in concert. 
El álbum doble en formato vinilo Aloha from Hawaii no había incluido la canción en cuestión ya que se trataba de la grabación en vivo del recital del 14 de enero. En la reedición de.1998 se incluyó a Early morning rain junto a otros de los temas que no habían tenido lugar en el álbum como Blue Hawaii, No more y otros, los cuales funcionaron como separadores durante el show editado para la televisación norteamericana. 
El álbum de Presley resultó ser uno de los más vendidos de toda su discografía y fue certificado por la RIAA como quíntuple platino. 